# Karl Ammer (Widerstandskämpfer)

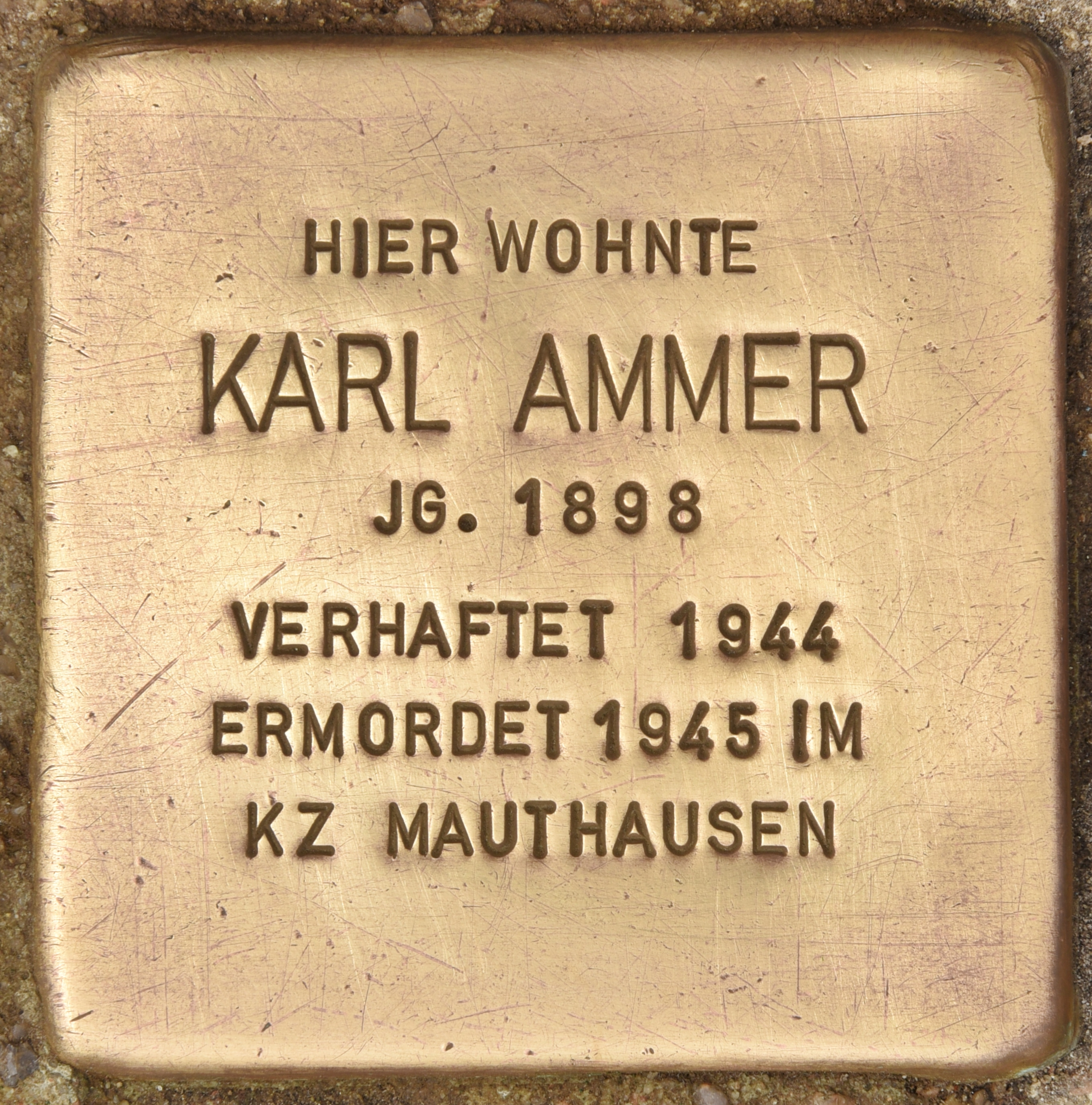
Stolperstein für Karl Ammer

Karl Ammer (geboren am 15. September 1898 in Pettenbach; gestorben am 16. Februar 1945 im KZ Mauthausen) war ein österreichischer Schlosser, kommunistischer Funktionär und Widerstandskämpfer gegen das NS-Regime. Er wurde im KZ Mauthausen ermordet.

## Leben
Ammer zog 1912 von Linz-Urfahr, wo er einen Teil seiner Kindheit verbrachte, nach Wels. Er erlernte den Beruf des Schlossers und war als Maschinist tätig. 1916 wurde er zum Militärdienst einberufen und war als Gefreiter bis Kriegsende im Fronteinsatz. 1919 wurde die Welser KPÖ-Organisation gegründet, der er sogleich beitrat. Als er arbeitslos wurde, widmete sich ganz der Arbeit in der Partei. Im Jahr 1929 setzte sich die Welser KPÖ-Leitung aus Karl Ammer, Hans Klausmair, Max Machlinger, Franz Schöringhumer und Sepp Zwirchmayr zusammen.
Auch nachdem die KPÖ am 26. Mai 1933 verboten worden war, blieben die Kommunisten tätig. Ab Februar 1934 fungierte Ammer als Gebietsleiter der Roten Hilfe in Wels, an deren Aufbau er beteiligt gewesen war. Er wurde von der Polizei überwacht, bei einer polizeilichen Durchsuchung seiner Wohnung im Jahr 1935 wurde ein Dolch gefunden. Ammer hatte keine Berechtigung, der Dolch wurde beschlagnahmt und Ammer musste ein Bußgeld von zehn Schilling zahlen. 1937 emigrierte Ammer ins englische Jersey, weil er sich in Österreich nicht mehr sicher fühlte, kehrte jedoch nach einem Jahr wieder nach Wels zurück. 1938 bestellte ihn die KPÖ-Wels zu ihrem Bezirksobmann und behielt diese Funktion auch nach der Annexion Österreichs durch die Nationalsozialisten.
In einem Gestapo-Verzeichnis oberösterreichischer Kommunisten vom 16. August 1938 wurde er als „Obmann der Roten Hilfe, Ortsgruppe Wels, und Gebietsleiter des antifaschistischen Komitees in Wels“ bezeichnet: „Er hielt sich 1937 14 Tage in Wels auf und hat mit Gesinnungsgenossen in Wels Fühlung genommen und wurde unter einem Decknamen telegrafisch nach England zurückgerufen. Er ist nach wie vor agiler Kommunist“, heißt es in dem Bericht. Ab 1940 intensivierten die Kommunisten unter Leitung von Ammer, Klausmair, Schöringhumer und Franz Loher ihre illegale Arbeit, jedoch wurden ab 1941 nach und nach zahlreiche KP-Aktivisten von der Gestapo verhaftet. Daraufhin wurden als Vorsichtsmaßnahme sogenannte „Fünfergruppen“ eingeführt. Bei den Gruppen in Wels, Linz und Gmunden wussten nur jeweils fünf Personen voneinander. Sogar Familienangehörige durften nicht über die illegale Tätigkeit informiert werden. Trotz dieser Vorkehrungen gelang es der Gestapo in der Folge, Spitzel in die Rote Hilfe einzuschleusen und die sogenannte Welser Gruppe mit ihren Kontakten in weiten Teilen Oberösterreichs aufzudecken. Dieser Vorgang begann am 7. September 1944 mit einer Razzia in Wels, bei der ein Großteil der Mitglieder verhaftet wurde, darunter auch Cäcilia Fischill, die von Ammer für die Rote Hilfe angeworben worden war. Sie wurde in das Frauengefängnis Kaplanhof in Linz eingeliefert. Karl Ammer selbst wurde ins KZ Mauthausen gebracht, wo er laut Protokoll am 16. Februar 1945 getötet wurde.

## Gedenken

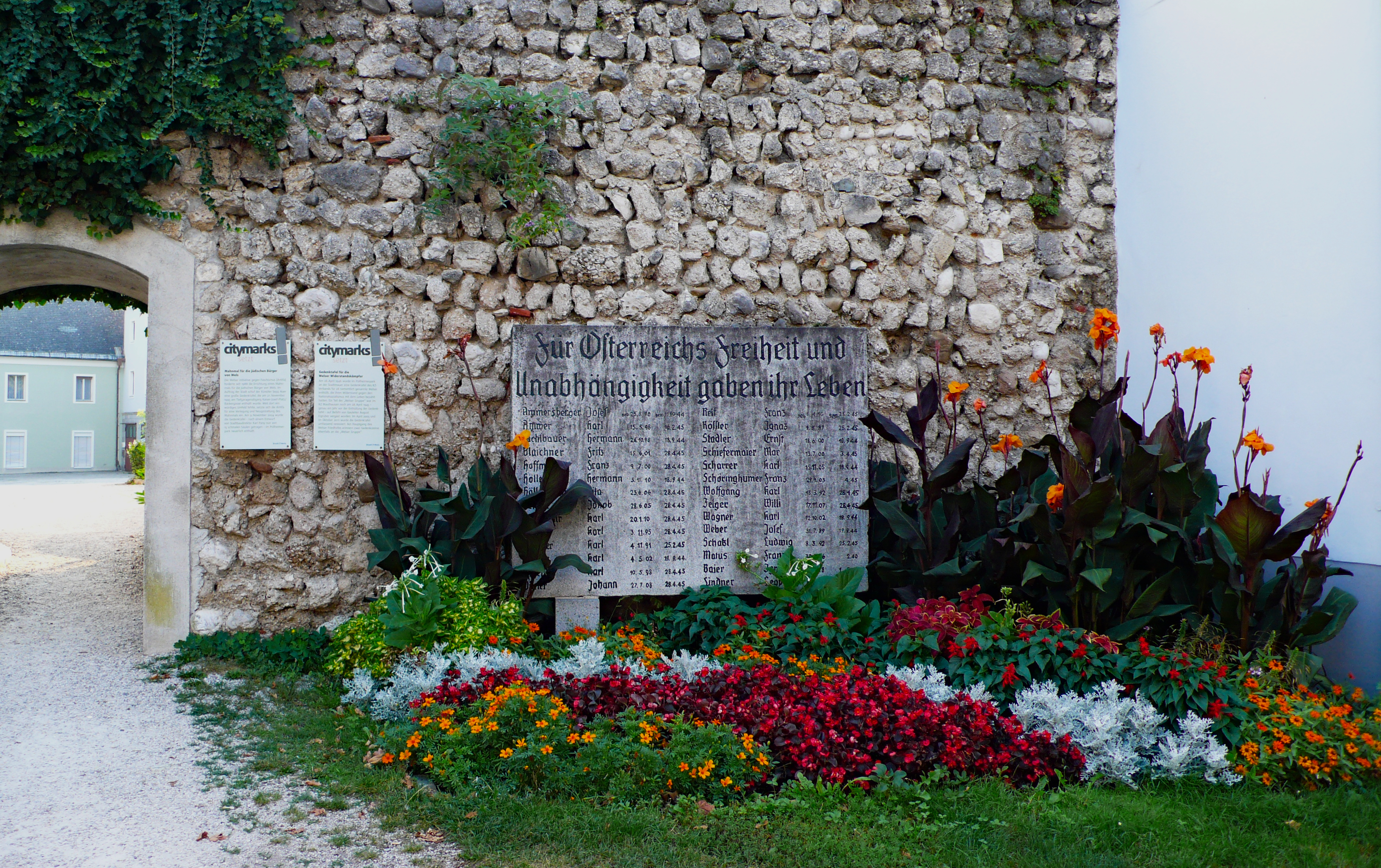
Gedenktafel für die Welser Widerstandskämpfer

Sein Name scheint auf der Gedenktafel für die Welser Widerstandskämpfer im Pollheimerpark auf. Am 14. August 2008 verlegte der deutsche Künstler Gunter Demnig vor seinem letzten freiwillig gewählten Wohnsitz in der Goethestraße 21 einen Stolperstein für Karl Ammer. In einer Rede würdigte der Welser Kulturstadtrat Friedrich Ganzert die Bedeutung des kommunistischen Widerstandes, einige Schülerinnen verlasen die Biografie des Widerstandskämpfers.